# Championnat du Japon de football de deuxième division 2009
Navigation
J2 League 2008 J2 League 2010
Le Championnat du Japon de football de deuxième division 2009 est la 11e édition de la J.League 2. Le championnat a débuté le 7 mars 2009 et s'est achevé le 5 décembre 2009.
Les trois meilleurs du championnat sont promus en J.League 2010.

## Les clubs participants
Les équipes classées de la 3e à la 15e place de la J2 League 2008, les 17e et 18e de J.League 2008 et les 2e, 3e et 4e de JFL 2008 participent à la compétition.
| Club              | Dernière montée | Ville      | Classement 2008 | Entraîneur         | Depuis | Stade                      | Capacité | Nombre de saisons |
| ----------------- | --------------- | ---------- | --------------- | ------------------ | ------ | -------------------------- | -------- | ----------------- |
| Tokyo Verdy       | 2009            | Tokyo      | 17e             | Takeo Matsuda      | 2009   | Stade Ajinomoto            | 50 000   | 3                 |
| Consadole Sapporo | 2009            | Sapporo    | 18e             | Nobuhiro Ishizaki  | 2009   | Sapporo Dome               | 41 484   | 8                 |
| Vegalta Sendai    | 2004            | Sendai     | 3e              | Makoto Teguramori  | 2008   | Stade de Sendai            | 19 694   | 9                 |
| Cerezo Osaka      | 2007            | Osaka      | 4e              | Levir Culpi        | 2007   | Stade Nagai                | 50 000   | 4                 |
| Shonan Bellmare   | 2000            | Hiratsuka  | 5e              | Yasuharu Sorimachi | 2009   | Hiratsuka Stadium          | 18 500   | 10                |
| Sagan Tosu        | -               | Tosu       | 6e              | Yasuyuki Kishino   | 2007   | Stade de Tosu              | 24 460   | 11                |
| Ventforet Kōfu    | 2008            | Kōfu       | 7e              | Takayoshi Amma     | 2008   | Kose Sports Park Stadium   | 17 000   | 9                 |
| Avispa Fukuoka    | 2007            | Fukuoka    | 8e              | Yoshiyuki Shinoda  | 2008   | Level5 Stadium             | 22 563   | 7                 |
| Thespa Kusatsu    | 2005            | Kusatsu    | 9e              | Toru Sano          | 2009   | Stade Shoda Shoyu Gunma    | 15 253   | 5                 |
| Yokohama FC       | 2008            | Yokohama   | 10e             | Yasuhiro Higuchi   | 2009   | Nippatsu Mitsuzawa Stadium | 15 046   | 8                 |
| Mito HollyHock    | 2000            | Mito       | 11e             | Takashi Kiyama     | 2008   | Stade Mito                 | 12 000   | 10                |
| Roasso Kumamoto   | 2008            | Kumamoto   | 12e             | Makoto Kitano      | 2009   | Kumamoto Athletics Stadium | 32 000   | 2                 |
| FC Gifu           | 2008            | Gifu       | 13e             | Hideki Matsunaga   | 2008   | Gifu Nagaragawa Stadium    | 26 109   | 2                 |
| Ehime FC          | 2006            | Matsuyama  | 14e             | Ivica Barbarić     | 2009   | Ningineer Stadium          | 20 000   | 4                 |
| Tokushima Vortis  | 2005            | Tokushima  | 15e             | Naohiko Minobe     | 2008   | Stade Pocarisweat          | 17 924   | 5                 |
| Tochigi SC        | 2009            | Utsunomiya | 2e              | Hiroshi Matsuda    | 2009   | Tochigi Green Stadium      | 18 025   | 1                 |
| Kataller Toyama   | 2009            | Toyama     | 3e              | Hiroshi Sowa       | 2008   | Toyama Stadium             | 25 251   | 1                 |
| Fagiano Okayama   | 2009            | Okayama    | 4e              | Satoshi Tezuka     | 2007   | City Light Stadium         | 20 000   | 1                 |

- Relégué de la J1 League 2008
- Promu de la Japan Football League 2008

### Localisation des clubs
| \| Clubs du Grand Tokyo · Shonan Bellmare (Kanagawa) · Mito HollyHock (Ibaraki) · Ventforet Kōfu (Yamanashi) · Yokohama FC (Kanagawa) · Tokyo Verdy (Tokyo) Grand Tokyo Consadole Sapporo Ehime FC Vegalta Sendai Avispa Fukuoka Sagan Tosu Tochigi SC Tokushima Vortis Thespa Kusatsu Cerezo Osaka Roasso Kumamoto FC Gifu Kataller Toyama Fagiano Okayama \| Localisation des clubs engagés dans le championnat. |
| Clubs du Grand Tokyo · Shonan Bellmare (Kanagawa) · Mito HollyHock (Ibaraki) · Ventforet Kōfu (Yamanashi) · Yokohama FC (Kanagawa) · Tokyo Verdy (Tokyo) Grand Tokyo Consadole Sapporo Ehime FC Vegalta Sendai Avispa Fukuoka Sagan Tosu Tochigi SC Tokushima Vortis Thespa Kusatsu Cerezo Osaka Roasso Kumamoto FC Gifu Kataller Toyama Fagiano Okayama                                                           |

| Clubs du Grand Tokyo · Shonan Bellmare (Kanagawa) · Mito HollyHock (Ibaraki) · Ventforet Kōfu (Yamanashi) · Yokohama FC (Kanagawa) · Tokyo Verdy (Tokyo) Grand Tokyo Consadole Sapporo Ehime FC Vegalta Sendai Avispa Fukuoka Sagan Tosu Tochigi SC Tokushima Vortis Thespa Kusatsu Cerezo Osaka Roasso Kumamoto FC Gifu Kataller Toyama Fagiano Okayama |

## Compétition

### Classement
Source : CLASSEMENT J.LEAGUE DIVISION 2 2009 sur transfermarkt.fr
| Rang | Équipe              | Pts | J  | G  | N  | P  | Bp  | Bc | Diff |
| ---- | ------------------- | --- | -- | -- | -- | -- | --- | -- | ---- |
| 1    | Vegalta Sendai      | 106 | 51 | 32 | 10 | 9  | 87  | 39 | +48  |
| 2    | Cerezo Osaka        | 104 | 51 | 31 | 11 | 9  | 100 | 53 | +47  |
| 3    | Shonan Bellmare     | 98  | 51 | 29 | 11 | 11 | 84  | 52 | +32  |
| 4    | Ventforet Kōfu      | 97  | 51 | 28 | 13 | 10 | 76  | 46 | +30  |
| 5    | Sagan Tosu          | 88  | 51 | 25 | 13 | 13 | 71  | 51 | +20  |
| 6    | Consadole Sapporo R | 79  | 51 | 21 | 16 | 14 | 74  | 61 | +13  |
| 7    | Tokyo Verdy R       | 74  | 51 | 21 | 11 | 19 | 68  | 61 | +7   |
| 8    | Mito HollyHock      | 73  | 51 | 21 | 10 | 20 | 70  | 79 | -9   |
| 9    | Tokushima Vortis    | 72  | 51 | 19 | 15 | 17 | 67  | 52 | +15  |
| 10   | Thespa Kusatsu      | 65  | 51 | 18 | 11 | 22 | 64  | 76 | -12  |
| 11   | Avispa Fukuoka      | 65  | 51 | 17 | 14 | 20 | 52  | 71 | -19  |
| 12   | FC Gifu             | 62  | 51 | 16 | 14 | 21 | 62  | 72 | -10  |
| 13   | Kataller Toyama P   | 61  | 51 | 15 | 16 | 20 | 48  | 58 | -10  |
| 14   | Roasso Kumamoto     | 58  | 51 | 16 | 10 | 25 | 66  | 82 | -16  |
| 15   | Ehime FC            | 47  | 51 | 12 | 11 | 28 | 54  | 80 | -26  |
| 16   | Yokohama FC         | 44  | 51 | 11 | 11 | 29 | 43  | 70 | -27  |
| 17   | Tochigi SC P        | 37  | 51 | 8  | 13 | 30 | 38  | 77 | -39  |
| 18   | Fagiano Okayama P   | 36  | 51 | 8  | 12 | 31 | 40  | 84 | -44  |

|  | Promu en J1 League 2010                                               |
|  | P : Promu de Japan Football League 2008 R : Relégué de J1 League 2008 |

## Statistiques

### Meilleurs buteurs
|                    | Buteur             | Club              | Buts | MJ |
| ------------------ | ------------------ | ----------------- | ---- | -- |
| Médaille d'or      | Shinji Kagawa      | Cerezo Osaka      | 27   | 44 |
| Médaille d'argent  | Ken Tokura         | Thespa Kusatsu    | 23   | 43 |
| Médaille de bronze | Masashi Oguro      | Tokyo Verdy       | 21   | 39 |
| 4                  | Takashi Inui       | Cerezo Osaka      | 20   | 47 |
| 5                  | Maranhão           | Ventforet Kōfu    | 19   | 48 |
| 6                  | Thiago Quirino     | Consadole Sapporo | 19   | 48 |
| 7                  | Hiroyuki Takasaki  | Mito HollyHock    | 19   | 46 |
| 8                  | Yoshihiro Uchimura | Ehime FC          | 18   | 47 |
| 9                  | Tetsuya Okubo      | Avispa Fukuoka    | 16   | 48 |
| 10                 | Koichi Sato        | FC Gifu           | 16   | 43 |